# Факел (Воронеж)
ФК «Фа́кел» — російський професійний футбольний клуб з міста Воронеж. Заснований у 1947 році. Сучасну назва клуб отримав в 1977 році. Виступав у Вищій лізі СРСР в 1961, і 1985 роках. У Вищій лізі Росії в 1992, 1997, 2000, 2001 роках. Переможець чемпіонату СРСР серед команд першої ліги 1984, триразовий переможець першості Росії серед команд ПФЛ (1994, 2004, 2014/15). Півфіналіст кубка СРСР 1984 року.

## Попередні назви команди
- 1947 — 1952 — Команда Сталінського району
- 1954 — 1958 — Команда міста Воронежа
- 1959 — 1976 — «Труд» (Воронеж)
- 1977 — 1992 (червень) — «Факел» (Воронеж)
- 1992 (липень) — 1992 (листопад) — «Факел-Профус» (Воронеж)
- 1992 (листопад) — 2001 — «Факел» (Воронеж)
- 2002 (березень) — 2001 (червень) — ФК «Воронеж»
- 2002 (червень) — 2003 — «Факел-Воронеж»
- 2004 — дотепер — «Факел» (Воронеж)

## Історія
Клуб було засновано у 1947 році. Навесні того року спортивним товариством «Крила Рад» воронезького заводу п/я 71 (нині ВАЛТ) було створено футбольну команду, з якої пізніше утворився «Факел». Вона отримала назву «Крила Рад», але через секретність підприємства іменувалася в пресі та деяких документах, як команда Сталінського району. Того ж року команда розпочала свій шлях у першості міста. Наступного ж року футболісти клубу стали фіналістами розіграшу Кубка обласного Обкому ВЛКСМ. У 1949 році команда стала чемпіоном Воронезької області і отримала право виступати в чемпіонаті РРФСР серед КФК. Зайнявши у цьому турнірі друге місце, в 1953 році воронежці отримали можливість дебютувати у класі «Б» чемпіонату РРФСР, так як чемпіон РРФСР від цієї путівки відмовився. У турнірах команд майстрів клуб став іменуватися Командою міста Воронежа. У 1961 році «Труд» (саме таку нову назву отримала воронезька команда) отримав право на виступ у вищій лізі (клас «А»), однак втриматися там не зумів.
У 1970—1978 роках команда виступала в різних зонах Другої ліги. Напередодні початку сезону 1977 «Труд» було передано з СК авіазаводу (нині — «Буран») до СК «Факел» (КБХА) того ж ДСО «Зеніт», і команда отримала нову назву, що збереглася досі. У 1985 році «Факел» потрапив до числа найсильніших клубів країни, проте за результатами сезону повернувся назад.
У 1991 році відбувся розпад СРСР, в результаті чого російський футбол було реорганізовано. «Факел» потрапив до Вищої ліги чемпіонату Росії. Проте через невдалу гру протягом двох сезонів команда опинилася спочатку в першій, а потім і у другій лізі.
У 2000 та 2001 році воронежці повернулися до вищої ліги, однак далі історія знову ж повторилася і команда почала курсувати між першим та другим дивізіонами.
На початку 2000-х років фінансування клубу з дефіцитного обласного бюджету було практично припинено. Президента клубу Юрій Батищева було звільнено, а замість нього призначено Едуарда Саєнко (брата футболіста Івана Саєнко).
На початку 2002 року планувалося, що команда отримає нову назву — «Енергія». Саме через це перше коло сезону 2002 року клуб провів під назвою ФК «Воронеж». При цьому однією з причин перейменування було «немилозвучна звучання назви команди англійською мовою». Зміна імені викликала протести вболівальників клубу, і з липня 2002 року клуб став носити подвійну назву — «Факел-Воронеж».
У березні 2007 року клуб не зміг отримати фінансові гарантії участі в другому дивізіоні, що призвело до втрати професійного статусу. Наступні два сезони воронежці провели у змаганнях АФЛ.
У січні 2011 року рішенням загальних зборів РФПЛ ФК «Краснодар» було прийнято до Прем'єр-Ліги замість «Сатурна», що знявся з турніру. Таким чином, виникла необхідність замінити краснодарців у першому дивізіоні. Готовність зайняти вільне місце висловили «Торпедо-ЗІЛ», друга команда московського «Локомотива» та «Факел». РФС рекомендував ФНЛ прийняти до складу учасників турніру саме воронезький клуб.

## Відомі гравці
Повний список гравців "Факела", статті про яких містяться у Вікіпедії, дивіться тут.
| - Віктор Лосєв - Олександр Філімонов - Валерій Єсипов - Іван Саєнко - Валерій Шмаров - Валерій Карпін | - Андрій Акопянц - Едгарас Янкаускас - Раймонд Лайзанс - Юріс Лайзанс - Гурбан Гурбанов - Андрій Юдін |

## Відомі тренери
- Герман Зонін
- Олександр Авер'янов
- Едуард Малофєєв
- Костянтин Сарсанія

## Контактна інформація
- Адреса: м. Воронеж, вул. Студентська, 17
- Інтернет-сайт: http://fakelfc.ru/ [Архівовано 27 січня 2012 у Wayback Machine.]